# Tamara de Lempicka
Tamara de Lempicka (født Maria Gorska 16. maj 1898, formentlig i Warszawa, i Det Russiske Kejserrige, nu Polen, død 18. marts 1980 i Cuernavaca, Mexico) var en polsk maler og den mest kendte repræsentant for art deco-periodens maleri.